# Gnutella
A Gnutella korábban népszerű, mára már elavult fájlcserélő peer-to-peer hálózat, amely a csomópontok egyenjogúságán alapul, és jellemzője, hogy egyáltalán nem rendelkezik központi szerverrel. Jelenleg a negyedik legnépszerűbb fájlcserélő rendszer. 2005-ben 1,81, 2006-ban több mint 3 millió felhasználója volt. 2007 végén a legnépszerűbb fájlcserélő volt több mint 40%-os részesedéssel.

## Története
A Gnutella Justin Frankel-hez és a Nullsofthoz kötődik. A szoftvert 2000 márciusában tették közzé, és mivel hamarosan megjelent a slashdot-on is, aznap rengeteg letöltés történt. 
Az AOL, akik nem sokkal előtte vásárolták fel a csapatot, másnap leállíttatta a projektet, és levetette a netről. A már letöltött kliensekből azonban sikerült visszafejteni a protokollt, amely 0.4-es verziószámmal nagyszámú Open Source kliens alapja lett. 

## Működése
A Gnutella a Napsterrel és a Kazaa-val ellentétben tényleg teljesen elosztott rendszer, minden kitüntetett központi szerver nélkül. 
A csomópont felcsatlakozáskor egy előre meglévő listából választ egy belépési pontot, ahol csatlakozik a rendszerhez. Ez alapján később más csomópontokhoz is épít ki kapcsolatot. A szomszédok száma tipikusan 10 és 20 között van. A fájlok keresése elárasztásos módszerrel történik, tehát a keresést minden szomszédos csomópont irányába továbbítják a csomópontok. Amennyiben bárhol megtalálható a keresett fájl, akkor megy vissza egy válasz és megkezdődhet a letöltés már közvetlenül a letöltő és feltöltő pontok között. Az újabb verziókban lehetőség van párhuzamos letöltésekre, tehát ugyanazt a fájlt több helyről párhuzamosan is töltheti le a kliens.
Az elárasztásos technikának jelentős hátránya, hogy exponenciális forgalom-növekedést eredményez. Az elviselhető forgalom és belátható keresési idő miatt ezért 7-8 továbbítás után kiveszik a csomagot a hálózatból, emiatt viszont a keresés csak a hálózat egy részét éri el. 
A Gnutella hálózat jelentős szervezési előnye, hogy teljesen elosztott, így nem lehet néhány szerver lefoglalásával megszüntetni, mint a Napstert.

## A protokoll
A 0.4-es protokoll az alábbi csomagokat írja le:
- ping: a csomópontok felderítésére
- pong: a pingre érkező válasz
- query: egy fájl keresése
- query hit: válasz a query-re, ha találat van (negatív válasz nem érkezik, így nem generálódik ebből felesleges forgalom)
- push: letöltési kérés egy tűzfal mögül

Ezeket a rendszer keresésre és hálózatkarbantartásra használja. A fájlok átvitele HTTP segítségével történik.
A 0.4-es protokollt 0.6-os váltja fel.

## Szoftverek
| Név          | Platform                                   | Licenc            |
| ------------ | ------------------------------------------ | ----------------- |
| Acqlite      | Mac OS X                                   | GNU GPL           |
| Apollon      | Unix/KDE                                   | GNU GPL           |
| BearShare    | Microsoft Windows                          | zárt forrás       |
| Cabos        | Java                                       | GNU GPL           |
| CocoGnut     | RISC OS                                    | Freeware          |
| FrostWire    | Java                                       | GNU GPL           |
| giFT         | Unix, Microsoft Windows, Mac OS X, AmigaOS | GNU GPL           |
| Gnucleus     | Microsoft Windows                          | GNU GPL, GNU LGPL |
| gtk-gnutella | Unix                                       | GNU GPL           |
| iMesh        | Microsoft Windows                          | zárt forrás       |
| KCeasy       | Microsoft Windows                          | GNU GPL           |
| Kiwi Alpha   | Microsoft Windows                          | zárt forrás       |
| LimeWire     | Java                                       | GNU GPL           |
| Mutella      | Unixlike                                   | GNU GPL           |
| Phex         | Java                                       | GNU GPL           |
| Poisoned     | Mac OS X                                   | GNU GPL           |
| Qtella       | Unix                                       | GNU GPL           |
| Shareaza     | Microsoft Windows                          | GNU GPL           |
| Symella      | Symbian OS                                 | GNU GPL           |
| XFactor      | Mac OS X                                   | Nyílt forrás      |
| XNap         | Java                                       | GNU GPL           |

## A fejlesztők fóruma
A Gnutella Developers Forum (GDF) (magyarul: Gnutella Fejlesztők Fóruma) egy nyílt fórum, ahol a Gnutella fejlesztői megbeszélhetik javaslataikat és fejlesztési ötleteiket a Gnutella protokollról.
A Nullsoft eredeti Gnutella oldalának bezárása után alakult az eredeti fejlesztők kezdeményezésére, azóta a Gnutella fejlesztésében központi helyet foglal el.